# كدمة المالود

تعديل مصدري - تعديل

كدمة المالود هي إحدى قرى عزلة جعار بمديرية خنفر التابعة لمحافظة أبين، بلغ تعداد سكانها 248 نسمة حسب تعداد اليمن لعام 2004.